# 最终幻想IX角色列表
最終幻想IX角色列表列出了電子遊戲《最終幻想IX》中的登場角色。
各個角色的日語配音演員均為在不同形式的官方衍生作品中登場的聲優（原遊戲本身無配音）。

## 主要人物
吉坦・特萊巴爾（Zidane Tribal，声：朴璐美）
年齡16歲。
本作的主角。盜賊團的一員。特徵是留著金色馬尾，長有尾巴的少年，武器為雙把彎刀。自幼為孤兒，４歲時被巴庫收養，對４歲以前的事沒有任何記憶，內心深處一直藏著探尋自己身世之謎的渴望。雖然是孤兒身分，但自幼深受盜賊團的薰陶下，他的性格開朗，極度重視朋友，喜歡個性鮮明的女孩子。職業是善於運用敏捷身手的盜賊，能使用特殊指令（偷竊）從對象手中取得道具或裝備，也能利用在戰鬥中相當實用的秘技（時：秘技會變成威力強大的裏技）。
比比・奧爾尼迪亞（Vivi Ornitier，声：大谷育江）
（外表）年齡9歲。
小黑魔道士。自幼由撫養，在东邊的無人洞窟長大。因為沒有太多自信，不知道為何自己會生存在世界上，所以造就了他的個性軟弱。雖然如此，但是對於許多他認為必須需要守護的事物，卻比任何人有著更堅強的意志去採取行動。因緣際會與吉坦以及妲卡開始了一連串的冒險，也讓他慢慢變的堅強與更信任自己。職業是主司攻擊魔法的黑魔道士，能使用特殊指令黑魔法與和（蓄力）（時；只能下一次指令的黑魔法可以變成下兩次指令的Ｗ黑魔法）。
佳妮德・迪爾・亞歷山大17世（Garnet Til Alexandros １７th，声：能登麻美子）
年齡16歲。
本作的女主角，王國的公主。言辭高雅，舉止端莊。不過因為一直在皇宮中成長，所以不懂人情世故。在她的心中一直渴望著能夠像小鳥般過著無拘無束的生活。因為劇情，得知自己的真實身份是召喚士一族遭受滅族之災後的倖存者之一。經過了與伙伴們的冒險與許許多多的事，讓她成熟了許多，也更明白、更了解自己所迷惘的事情。職業是能使用強力召喚魔法的召喚士以及輔助魔法的白魔道士，能使用特殊指令召喚（時：使用一次召喚指令只會攻擊一次的召喚獸會變成狀態中每回合都能發動攻擊的幻獸）和白魔法。因為一開始佳妮德的召喚能力尚未覺醒，所以遊戲開始時召喚的消費MP是本來的4倍,但是因為劇情會變回原來的消費MP。出走皇宫後，為了隱藏身份與更接近一般人，化名「（妲卡/小刀dagger）」。
亞迪爾巴特・舒坦那（Adelbert Steiner，声：広田みのる）
年齡33歲。
王國男禁衛兵隊「隊」的隊長。腦袋相當頑固，對於自己認定為對的事物不會改變想法，凡事講求循規蹈矩。與人交談會使用敬稱，惟獨對吉坦以及盜賊團一夥人會使用類似「你這傢伙」開頭的口調。隨著劇情進展，身為一名騎士，舒坦那對於自己應該守護的事物有了更多的體認與改變。原作設定中與蓓雅托莉克丝是競爭對手，因劇情發展兩人彼此相知相惜。職業是物理攻擊力與防護能力兼優的騎士，能使用的特殊指令包括有著各式各樣威力強大的劍技，以及與黑魔道士聯手能在武器上附加攻擊屬性的魔法劍(時：基礎物理攻擊力提升為三倍)。
芙萊雅・昆賽特（Freya Crescent，声：折笠愛）
年齡21歲。
的女龍骑士。是一個舉止端莊，個性穩重、沉著的女性。為了找尋離別她的男友而浪跡天涯。與吉坦是舊識，在旅途中因劇情發展與吉坦一行人一起行動。職業是有著各種輔助隊伍強力技能的龍騎士，除了能使用特殊指令（跳躍）'大幅提升攻擊力與閃避敵方攻擊外（時：滯空至結束，每回合給予敵方全體物理傷害），也能使用有著各種對團隊有利技能的龙技。
葵娜・昆恩（Quina Quen）
年齡？歲。
族人，漢化名阿饞，遵從師匠Quale(阿饋)的建議離開ク族之沼到世界修行。對吃以外的事沒有興趣，最愛吃的東西的是青蛙，因此在旅程中常常因為追尋著他認為好吃的東西而耽擱了旅程。與吉坦一行人冒險的意義是為了徹底弄清楚什麼是食之道而旅行。隨著旅程中的進展，葵娜明白了一份好料理最重要的不是口味，而是作的人的那份心。性别跟年齡完全不明。職業是能使用敵人魔法的青魔道士，能使用特殊指令（吃）學習不同敵人的青魔法（時：變為調理，原先指令成功所需的敵方HP殘量從1/4下降為1/2），以及從敵人身上已習得的各種青魔法。
艾可・可羅（Eiko Carol，声：金元寿子）
年齡6歲。
召喚士一族遭受滅族之災後的倖存者之一。個性開朗，自幼在與許多莫古里一起生活、成長。思考方式，言行舉止都不像6歲的小孤兒。與吉坦及妲卡一行人相遇後開始了不一樣的人生際遇，也讓她明白自己並不是孤單的生活在世界上。職業是主司輔助魔法的白魔道士與召喚士，能使用特殊指令白魔法（時；只能下一次指令的白魔法可以變成下兩次指令的Ｗ白魔法）和召喚。
薩拉曼達・高拉爾（Amarant Corel）
年齡26歲。
冷傲的俠客，作為一個雇傭兵，在同業中有著「紅色的薩拉曼達」的傳聞。性格冷靜，沉默寡言。與吉坦在很久以前因為某件事情而相識。與吉坦一行人的冒險讓一向孤傲的他知道了「伙伴」的意義。職業是武鬥家，能使用有著各種強力技能的單體對象特殊指令奥義（時；全部為單體對象的奧義變為複數對象的絕技），與能投擲手中持有武器的（投擲）。

## 副主人公
有時會參加戰鬥的登場人物。
席那（Cinna）
盗賊團的成員之一，個性較為散漫。加在所說的每一句話最後面。職業是盜賊。
馬卡斯（Marcus）
盗賊團的成員之一，為人重視情義。有一副跟禮貌的性格不相稱的粗壙外表。習慣把(「～ssu」)加在所說的每一句話最後面。職業是盜賊。
布蘭克（Blank）
盗賊團的成員之一，盜賊團中的第二號人物，比任何一位成員都還要重視彼此。在魔之森的逃亡中犧牲了自己，後來被馬卡斯所救，並且與其一起及時出手解救陷入危機的吉坦一行人。職業是盜賊。
蓓雅托莉克絲（Beatrix，声：小松由佳）
年齢28歳。
重情重義的王國常勝女將軍。有「令哭泣的孩子聞名立刻停止哭泣的冷血女人」，「百人斬的蓓雅托莉克絲」等別名。對於王室的的忠誠心無比堅貞，雖然一度像是成為女王的殺人幫兇，但明辨是非過錯與公理正義的她，最後選擇了自己應該選擇的道路。職業是攻擊與輔助都相當強力的聖騎士，能使用威力強大的物理殺傷技能「聖劍技」與有著各種強力輔助技能的「聖白魔法」。

## 其他角色
巴庫（Baku）
年齢44歳。
在世界各地巡迴公演的飛空艇劇團團長，同時也是盜賊團タンタラス的老大。與席德交情匪淺。
布菈妮・亞歷山大16世（Brahne Alexandros 16th）
年齢39歳。
アレクサンドリア王國第16代女王，佳妮德的母親（其實是養母），接掌王位之後暗中企劃統一霧之大陸。
庫加（Kuja，声：石田彰）
年齢24歳。
出現在アレクサンドリア王國的神秘男子，對於這個世界似乎有著什麼不為人知的計劃。
席德・法普爾9世（Cid Fabool 9th）
年齢35歳。
リンドブルム公国的國王。與原アレクサンドリア國王（佳妮德的養父）是故交。
弗萊特雷（Fratley）
年齢25歳。
ブルメシア人人皆知的龍騎士。為了鍛鍊自己離開ブルメシア奔走四處獨自修行。
菈妮（Lani）
年齢19歳。
女賞金獵人，接受布菈妮女王的委託收集四顆封印著強大召喚獸力量的寶珠。
加蘭德（Garland）
Tera的統治者，似乎跟庫加以及吉坦有什麼關係。